# Festival du film de Santa Fe

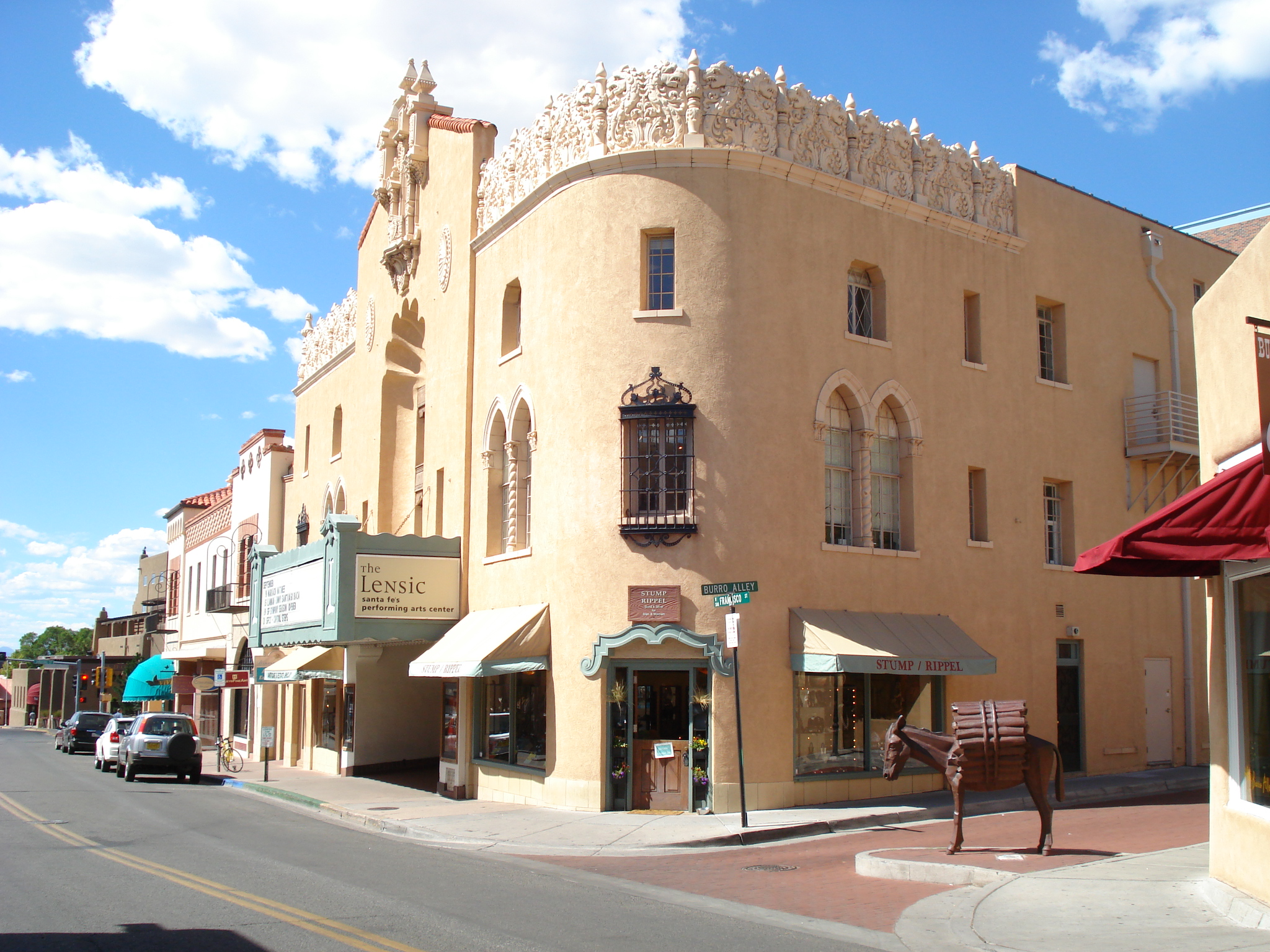
Le cinéma Lensic est une des salles où se déroule le festival.

Le Festival du film de Santa Fe est un festival de cinéma annuel se déroulant à Santa Fe aux États-Unis.
Il a été créé en 1999 par John Bowman. Il s'est déroulé hors de la présence du public en 2021 et 2022 en raison de la pandémie de Covid-19.
Il figure dans la liste des « 50 festivals de cinéma qui valent le prix d'entrée » établie par MovieMaker Magazine (en). Il se déroule dans six salles différentes dont le Lensic et le Jean Cocteau. Son directeur artistique est Jacques Paisner.
En 2024 les lauréats sont Waltzing Matilda de Petr Slavík et The Strike de JoeBill Muñoz et Lucas Guilkey.